# رضا محقق
رضا محقق (زاده ۱۳۶۱) تهیه‌کننده سینما اهل ایران است. وی از سال ۱۳۸۸ فعالیت خود را در این زمینه آغاز کرده است.

## زندگی‌نامه
رضا محقق متولد شهرستان کهگیلویه (دهدشت) و برادر هادی محقق (فیلم‌ساز) دارای مدرک تحصیلی دکترای تخصصی فقه و حقوق از دانشگاه آزاد اهواز است.
سال ۱۳۸۸ او در اولین تجربه تهیه کنندگی، اولین فیلم بلند برادرش هادی محقق را تهیه کرد. وی هم چنین به عنوان تهیه‌کننده با کارگردانان مختلفی از جمله احمد بهرامی، علیرضا معتمدی، ناهید عزیزی و حسین سهیلی زاده همکاری داشته‌است.

## حواشی[۱]چهل و یکمین دوره جشنواره بین‌المللی فیلم فجر
رضا محقق با ۳ فیلم «چرا گریه نمی‌کنی»، «شهر خاموش» و «آه سرد» در این دوره از جشنواره حضور داشت. بازیگران فیلم «چرا گریه نمی‌کنی» از جمله مانی حقیقی، هانیه توسلی و باران کوثری به همراه علیرضا معتمدی(کارگردان فیلم) با اعلام تحریم این دوره از جشنواره فیلم فجر، خواهان عدم حضور فیلم در جشنواره شدند، رضا محقق به این اتفاقات واکنش نشان داده و علیرغم میل آنها به صورت یک طرفه به‌عنوان تهیه‌کننده این اثر، خود را مالک فیلم دانسته و اظهارات آنها را به نوعی سیاسی کاری قلمداد کرد و گفت سینمایی که صاحبش مردم هستند را نمی‌توانیم تحریم کنیم.

## فیلم‌شناسی
- تله فیلم «برادران سرزمین من»(۱۳۸۸)
- مستند «نگاهی به آسمان»(۱۳۹۰)
- فیلم سینمایی «او خوب سنگ می‌زند (بردو)» (۱۳۹۱)
- فیلم سینمایی «ممیرو» (۱۳۹۴)
- فیلم سینمایی «ایرو» (۱۳۹۷)
- فیلم سینمایی «دِرب» (۱۴۰۰)
- فیلم سینمایی «چرا گریه نمی‌کنی» (۱۴۰۱)
- فیلم سینمایی «شهر خاموش» (۱۴۰۱)
- فیلم سینمایی «آهِ سرد» (۱۴۰۱)
- سریال نمایش خانگی «عقرب عاشق» (۱۴۰۰)

## جوایز
- او خوب سنگ می‌زند (بردو)

برنده بهترین فیلم بخش بین‌الملل و بهترین دستاورد هنری از سی و دومین دوره جشنواره فیلم فجر ۱۳۹۲
برنده پروانه زرین بهترین فیلم بخش بین‌الملل بیست و هفتمین دوره جشنواره بین‌المللی فیلم‌های کودکان و نوجوانان ۱۳۹۲
برنده پروانه زرین بهترین کارگردانی بخش بین‌الملل بیست و هفتمین دوره جشنواره بین‌المللی فیلم‌های کودکان و نوجوانان ۱۳۹۲
برنده پروانه زرین بهترین فیلمنامه سینمای ایران بیست و هفتمین دوره جشنواره بین‌المللی فیلم‌های کودکان و نوجوانان ۱۳۹۲
فیلم برگزیده بنیاد ادبیات داستانی ایرانیان بیست و هفتمین دوره جشنواره بین‌المللی فیلم‌های کودکان و نوجوانان ۱۳۹۲
- ممیرو

کاندید بهترین فیلم جشنواره بین‌المللی فیلم فجر ۱۳۹۴
جایزه بزرگ بهترین فیلم جشنواره بوسان کره جنوبی۲۰۱۵
برنده جایزه بهترین فیلم جایزه فایفر بیستمین دوره جشنواره فیلم بوسان ۲۰۱۵
برنده جایزه فیپرشی انجمن منتقدان جهانی بیستمین دوره جشنواره فیلم بوسان ۲۰۱۵
برنده جایزه بهترین فیلم  منتقدان کره ایی بیستمین دوره جشنواره فیلم بوسان ۲۰۱۵
برنده بهترین فیلم در چهاردهمین جشنواره فیلم پونا هند ۲۰۱۵
برنده بهترین بازیگر در چهاردهمین جشنواره فیلم پونا هند ۲۰۱۵
برنده جایزه ویژه هیئت داوران سیزدهمین جشنواره بین‌المللی نور روسیه ۲۰۱۵
جایزه بهترین فیلم فرشته طلایی (مسکو) - روسیه ۲۰۱۵
برنده بهترین فیلم در دوازدهمین جشنواره فیلم کازان ۲۰۱۵
برنده بهترین فیلمبرداری در دوازدهمین جشنواره فیلم کازان ۲۰۱۵
برنده بهترین فیلم جایزه کلیسای جهانی جشنواره بین‌المللی زردآلو طلایی ارمنستان ۲۰۱۶
، جایزه زردآلو نقره ای سیزدهمین جشنواره بین‌المللی زردآلو طلایی ارمنستان ۲۰۱۶
برنده جایزه نتپک آسیا پاسیفیک در چهاردهمین جشنواره فیلم آسیا و اقیانوسیه ۲۰۱۶
- ایرو

برنده بهترین فیلم در هجدهمین جشنواره فیلم هند ۲۰۱۸
نامزد بهترین فیلم در نوزدهمین جشنواره فیلم پکن ۲۰۱۸
- دِرب

برنده جایزه اصلی بهترین فیلم بیست و هفتمین دوره جشنواره فیلم بوسان کره جنوبی ۲۰۲۲
برنده جایزه بالون نقره ای بهترین فیلم از چهل و چهارمین جشنواره سه قاره (نانت فرانسه) ۲۰۲۲
برنده جایزه ویژه هیئت داوران چهلمین دوره جشنواره فیلم فجر ۱۴۰۰
- شهر خاموش

برنده جایزه بهترین کارگردانی بیست و ششمین دوره جشنواره فیلم شب‌های سیاه تالین استونی ۲۰۲۲
- آهِ سرد

در چهل و یکمین دوره جشنواره بین‌المللی فیلم فجر سیمرغ بلورین ویژه هیئت داوران به ناهید عزیزی صدیق برای فیلم «آه سرد» اهدا شد و سید رضا محقق به نمایندگی از ناهید عزیزی سیمرغ را دریافت کرد.
دریافت سیمرغ بلورین بخش سعادت جشنواره بین‌المللی فیلم فجر
جایزه سن ژرژ نقره ای بهترین کارگردانی جشنواره بین المللی مسکو -روسیه- 2024
جایزه بهترین فیلم از نگاه تماشاگران جشنواره بین المللی مسکو-روسیه-2024
جایزه نپتیک جشنواره بین المللی مسکو -روسیه-2024
دریافت جایزه بزرگ روسیه جشنواره بین المللی مسکو-روسیه-2024
- چرا گریه نمی‌کنی

حضور در بخش اصلی (سودای سیمرغ) در چهل و یکمین جشنواره بین‌المللی فیلم فجر
دریافت سیمرغ بهترین تدوین ازچهل و یکمین جشنواره ببن المللی فیلم فجر
حضور در بخش اصلی رقابتی جشنواره سائو پائولو برزیل
حضور در جشنواره بلفور فرانسه